# Laena hubeica
Laena hubeica – gatunek chrząszcza z rodziny czarnuchowatych i podrodziny omiękowatych.
Gatunek ten został opisany w 2001 przez Wolfganga Schawallera. Miejscem typowym jest rezerwat leśny Shennongjia.
Chrząszcz o ciele długości 7,8 mm. Przedplecze o brzegach bocznych nieobrzeżonych, tylnym brzegu lekko obrzeżonym i zagiętym w dół, kątach tylnych zaokrąglonych; jego powierzchnia z trzema bardzo słabymi wgłębieniami, pokryta małymi, w większości opatrzonymi krótkimi szczecinkami punktami oddalonymi od siebie 1–4 średnice. Na pokrywach ułożone w rzędy, położone w wyraźnych rowkach punkty, wielkości tych na przedpleczu i pozbawione wyraźnych szczecinek. Na międzyrzędach bardzo drobne, rozproszone punkty również pozbawione szczecinek. Siódmy międzyrząd wyraźniej wypukły niż reszta. Odnóża obu płci z zaokrąglonymi zębami na udach. Samiec ma rozszerzenie pośrodku przednich i tylnych goleni oraz prawie kwadratowe apicale edeagusa.
Owad endemiczny dla Chin, znany tylko z zachodniego Hubei.